# Historia Langobardorum
Historia Langobardorum és un llibre escrit en llatí al segle viii per Pau el Diaca, que tracta sobre l'arribada dels longobards a la península Itàlica i el seu establiment. Va ser molt popular durant l'edat mitjana i se'n conserven diverses còpies manuscrites. A diferència de l'Origo gentis Langobardarum que tracta sobre el mateix tema, aquesta obra es va considerar com a més fiable. També se la valora per la informació que aporta sobre l'Imperi Romà d'Orient, els francs i altres pobles que van ser veïns dels longobards.

## L'autor
Pau el Diaca va ser un monjo benedictí interessat per la història i per tots els sabers en general. Com a home culte que era, va voler corregir en els seus escrits, els errors i inconsistències que havia llegit en alguns textos i reescriure'ls de la manera més fidedigna possible. La Historia Langobardarum és l'obra principal de Pau, la va escriure en una data imprecisa que els acadèmics han situat entre l'any 787 però no més tard del 796, i molt probablement la va redactar des del monestir de Montecassino. Pel nom dels seus pares —Warnefrid i Theodelinda—, se sap que el mateix Pau era un longobard, així que part de la informació li hauria arribat de primera mà, per via oral.

## Contingut
Aquesta obra narra la història dels longobards des dels seus orígens mítics fins a la mort del rei Liutprand, l'any 743. Està narrada des del punt de vista d'un patriota longobard i és especialment valuosa per la descripció de les relacions amb els francs i altres pobles veïns menys coneguts, com ara els Carantani.
Com a fonts documentals, Pau va fer servir diversos textos: Origo gentis Langobardorum d'autor anònim, el qual va consultar conscient de ser més un llibre fabulat que un llibre històric; el Liber Pontificalis en què s'esmenta les relacions entre alguns papes i els líders longobards; la història actualment perduda de Secundus de Trent, un emissari del papa Gregori I, i els també desapareguts annals de Benevent. Sembla que també va fer ús lliure de les obres de Beda, Gregori de Tours i d'Isidor de Sevilla.
És una història incompleta estructurada en sis llibres. Conté molta informació sobre l'Imperi Romà d'Orient, els francs i altre pobles. Comença fent una lloança de la pàtria d'origen dels longobards, Escandinàvia i diu així:
«La regió del nord, en proporció, com que està allunyada de la calor del sol i està gelada per la neu i el gebre, és en gran manera la més saludable per als cossos dels homes i la més adient per la propagació dels pobles, per altra banda, les regions del sud, per estar més pròximes a la calor del sol, tenen més abundància de malalties i són menys adients per la vida de la raça humana.» 
- Llibre I: Descriu les causes de la migració dels longobards i les gestes del primer rei fins a la victòria d'Alboí sobre els gèpides. També parla de sant Benet de Núrsia.
- Llibre II:Des de la Pannònia, els longobards es traslladen al nord de la península Itàlica i prenen el lloc de poder als gots. Es fan aliats dels romans d'Orient. Després arriba el període dels ducs o de l'anarquia (574-580).
- Llibre III: A la mort de l'emperador romà d'Orient Justí II, el succeeix Tiberi II el qual supera una conspiració i perdona els conjurats. Després el succeeix el general Maurici, que segons Pau el Diaca, és el primer emperador d'estirp grega. Aquest s'alia amb el rei dels francs Khildebert II i posen fi al període dels ducs a Itàlia. Els longobards escullen rei Autari. Temps després els francs envaeixen el regne dels longobards però són frenats per una epidèmia de disenteria. El duc Droctulf fuig de la presó i es posa al servei dels romans d'Orient. Matrimoni entre Autari i Teodolinda. La influència del papa Gregori entre els longobards. Mort d'Autari i successió d'Agilulf. Lluita amb els romans d'Orient per la possessió de Ravenna.
- Llibre IV: Història dels reis i del reialme des d'Agilulf fins a Grimoald I de Benevent.
- Llibre V: Des de Grimoald fins a Cunipert.
- Llibre VI: El relat s'interromp durant el regnat de Luitprand, probablement per evitar escriure sobre la decadència dels longobards i la victòria dels francs.

## Edicions
Segons un estudi fet per Laura Pani l'any 2000, es conserven 115 còpies d'aquesta obra. Va ser molt popular en l'edat mitjana, sobretot a l'Europa occidental on s'han trobat més manuscrits d'aquella època: més de vint són anteriors al segle xi i uns vuit són còpies de data posterior.
L'estudi comparatiu d'aquests manuscrits el va fer Georg Waitz el 1876, el qual va identificar per les semblances, 11 grups diferents. El manuscrit més antic és el palimpsest d'Assís, fet amb grafia uncial cap a finals del segle viii, gairebé immediatament després que Pau el Diaca acabés l'original. Aquest palimpsest, però, no està complet, ja que només conté parts dels llibres II i V. La còpia completa més antiga és el Codex Sangallensis 635, dit així perquè es va trobar al monestir de sant Gallen, i data d'entre el segle viii i el X. Waitz l'anomena «el manuscrit F1» i creu que és la còpia més fiable, opinió que contrasta amb la d'Antonio Zanella i Dante Bianchi.
La narració de Pau va ser àmpliament acceptada pels escriptors posteriors, alguns dels quals la van continuar afegint noves dades. Es va imprimir per primera vegada a París el 1514. Entre les edicions impreses del text en llatí, la més prestigiosa és la que van fer Ludwig Konrad Bethmann i Georg Waitz, que van incloure dins la Monumenta Germaniae Historica Scriptores rerum langobardicarum et Italicarum (Hanover, 1878).
El fet que es publiqués en la Patrologia Latina (volum 95, 1861) indica que molts anys després encara era una obra valorada.

## Crítica
Els historiadors actuals han detectat alguns errors històrics en aquesta obra, generalment es tracta de petites inconsistències cronològiques, per exemple la revolta de l'exarca romà d'Orient Eleuteri (615-616) narrada al llibre III, s'hauria produït segons la datació de Pau el Diaca durant el regnat de Flavi Focas (602-610) però en realitat va passar durant el regnat d'Heracli (610-641).